# Escrow (geblokkeerde rekening)
Een escrow is:
1. Financiële escrow (-rekening) is een geblokkeerde bankrekening die wordt aangehouden bij een neutrale en financieel betrouwbare derde, de escrow agent. De escrow agent betaalt het geld op de geblokkeerde rekening alleen uit op basis van een overeenkomst tussen de koper en de verkoper.[1]
2. Broncode escrow is een overeenkomst waarbij een softwareleverancier of -distributeur en -gebruiker overeenkomen dat de leverancier de broncode van een software-product ten behoeve van de gebruiker deponeert bij een gespecialiseerde escrow agent. De broncode wordt aan de gebruiker overgedragen op het moment dat aan bepaalde voorwaarden wordt voldaan.[2]

Het woord ‘escrow’ komt oorspronkelijk uit het Frans. In het oude Frans betekent ‘escroue’ letterlijk een stuk papier of een perkamenten rol. Hierin werd de acte vastgelegd door een derde partij totdat een transactie was afgerond.

## De toepassing van ‘escrow’
Het gebruik van escrow vindt brede toepassing voor alles wat te maken heeft met intellectueel eigendom van vercijfersleutels tot software broncode escrow. In deze gevallen is een escrow overeenkomst een ‘bewaargevingsovereenkomst’ die tot doel heeft de continuïteit van de gebruiksmogelijkheden te garanderen. De trusted third party is hier een bewaarnemer in de vorm van een escrow agent.